# 朗代韦内克
朗代韦内克（法語：Landévennec，法語發音：[lɑ̃devɛnɛk]）是法国菲尼斯泰尔省的一个市镇，属于沙托兰区。

## 地理
朗代韦内克（48°17'32"N, 4°16'4"W）面积13.83 平方千米，位于法国布列塔尼大區菲尼斯泰尔省，该省份为法国最西部的省份，位于布列塔尼半岛西部，北西南三面环大西洋，东临阿摩尔滨海省和莫尔比昂省。
与朗代韦内克接壤的市镇（或旧市镇、城区）包括：阿尔戈勒、滨海泰尔格吕克。

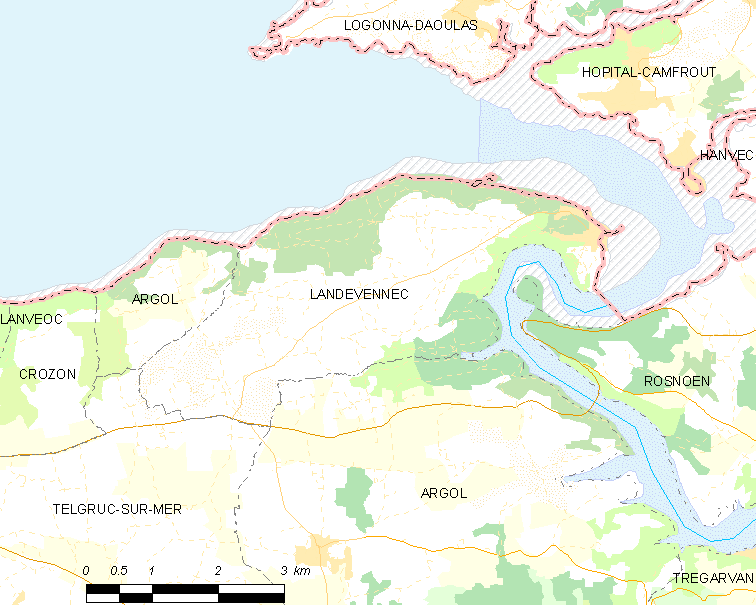
朗代韦内克的OSM定位图

朗代韦内克的时区为UTC+01:00、UTC+02:00（夏令时）。

## 行政
朗代韦内克的邮政编码为29560，INSEE市镇编码为29104。

## 政治
朗代韦内克所属的省级选区为克罗宗县。

## 人口

1962-2008年间朗代韦内克人口变化图示

朗代韦内克于2022年1月1日时的人口数量为335人。